# Isopterygium ivoiriense
Isopterygium ivoiriense là một loài Rêu trong họ Hypnaceae. Loài này được Broth. & Thér. mô tả khoa học đầu tiên năm 1912.